# Faculdade de Ciências Médicas de Santos
A Faculdade de Ciências Médicas de Santos (FCMS, pronuncia-se ficêmis, como é carinhosamente denominada pelos seus alunos e ex-alunos) foi criada oficialmente no dia 13 de abril de 1966 com a criação da Fundação Lusíada, reconhecida pelo decreto nº 72.489 de 18 de junho de 1973. É uma instituição de caráter privado e funciona na cidade de Santos.

## Histórico
O ano de 1967 foi marcado por uma grande movimentação em Santos, com toda a comunidade lutando pela implantação de uma Faculdade de Medicina. Estudantes secundaristas e excedentes de Medicina realizavam passeatas pedindo o apoio do povo à campanha pró-Faculdade de Medicina. Os estudantes mantinham um plantão permanente na Av. Ana Costa nº 453 para receber as doações. O médico Dr. Eduardo Dias Coelho havia oficializado, no dia 13 de abril de 1966, a instituição "Fundação Lusíada", da qual ele foi o idealizador, fundador e primeiro presidente. Então, no auge das campanhas pró-Faculdade de Medicina, Eduardo Dias Coelho, representando sua Fundação, compra essa briga, e lança
No dia 2 de setembro de 1967, foi a fita simbólica desatada pelo então Ministro da Educação, Sr. Tarso Dutra. O prefeito Sílvio Fernandes Lopes, que muito cooperou com essa campanha, participando do movimento, entregou à Fundação Lusíada, que assumiu a criação da Faculdade, a importância de NCr$ 15.000,00, cumprindo lei municipal, destinada a colaborar no empreendimento. O então governador de São Paulo, sr. Laudo Natel, presente na cerimônia, pois também por várias vezes desceu a Serra para liderar a campanha, pregou a continuidade da luta, mesmo após a implantação, pois a Fundação Lusíada havia assumido compromissos de grande vulto que agora teriam que ser cobertos.
A campanha dos estudantes foi iniciada com um acampamento na frente do Palácio dos Bandeirantes; a seguir, com seguidas reuniões que varavam a noite na residência do Dr. Eduardo Dias Coelho, na Av. Bernardino de Campos, nº 557, além dos plantões na Av. Ana Costa, para recebimentos das doações. A criação da Faculdade de Medicina de Santos, então, foi o resultado de um movimento conjunto entre os estudantes, operários, trabalhadores, a sociedade em geral, sendo reforçado pela criação da Fundação Lusíada, que teve como fundador e presidente o Dr. Eduardo Dias Coelho. Do lado governamental participaram o ex-prefeito Sílvio Fernandes Lopes, o ex-governador de São Paulo, Laudo Natel, o Ministro da Educação, Tarso Dutra, que em março de 1968 liberou uma verba para a Faculdade no valor de Cr$ 100 mil, destinada à compra de material para a instalação do 2º ano da faculdade, fazendo parte de um convênio firmado entre o Ministério da Educação e a Fundação Lusíada.

## Contemporaneidade
Atualmente a Faculdade de Ciências Médicas de Santos é um grande complexo educacional, possuindo centro esportivo, anfiteatro, centro de pesquisas dividido em vários núcleos, como Informática, Foto-documentação e Vídeo, Divulgação e Publicação e Atividades Experimentais. Mantém convênio com o Governo do Estado para que os internos do quinto e do sexto ano prestem assistência à população através do Hospital Guilherme Álvaro e outras atividades também conveniadas. Em de outubro de 2021, a Faculdade de Ciências Médicas de Santos (FCMS) formou a sua 55º turma, demonstrando a força e a tradição no meio médico de Santos e do Brasil.
Quando a Fundação Lusíada, que deu origem à Faculdade de Ciências Médicas de Santos, esta foi, como já disse, idealizada e fundada pelo Dr. Eduardo Dias Coelho, sendo ele próprio o primeiro presidente da instituição. Ele propôs à Loja Maçônica D. Pedro I a criação de uma fundação de ensino, capaz de operar, a preço de custo, a fim de favorecer a imensa parcela da população que não poderia manter os gastos com um ensino de qualidade. Uma das evidências da origem maçônica da Faculdade está em seu prédio, localizado à Rua Oswaldo Cruz, no Boqueirão, bairro nobre de Santos, que se visto de cima (quer seja de um prédio nos arredores do bairro ou através de recursos como Google maps), possui o formato de um compasso, símbolo maçônico.

## Estrutura
A F.C.M.S. dispõe de 100 vagas para o curso de medicina, em período integral. O curso possui sua estrutura de ensino bem demarcada. 
Nos primeiro e segundo anos, o aluno inicia o Ciclo Básico de Medicina, ou seja, o princípio da Medicina, através das disciplinas como Fisiologia, Anatomia, Patologia, Biologia, Histologia, Farmacologia, Microbiologia e Imunologia, que vão complementar a "espinha dorsal" desses dois anos que têm por finalidade dar as primeiras noções do corpo humano. 
O terceiro ano fornece ao aluno uma introdução ao Exame Clínico e às Doenças de modo geral e tem como função ensinar ao acadêmico se posicionar diante do paciente e seu contexto, buscando sinais e sintomas que levem a um diagnóstico geral e motivando o acadêmico a interpretar as informações sob um olhar biopsicossocial. 
O quarto ano caracteriza-se pelo estudo das doenças do ponto de vista clínico e terapêutico, ou seja, cada grupo básico de doença é analisado por uma cadeira específica, como, por exemplo, cardiologia, nefrologia, hematologia, pneumologia e outras especialidade medicas. Os dois últimos anos tratam da Prática Clínica sob orientação em regime de internato.